# 依木斯

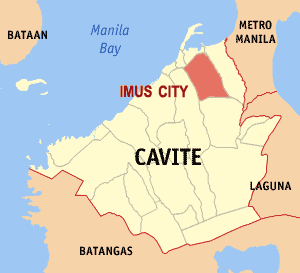

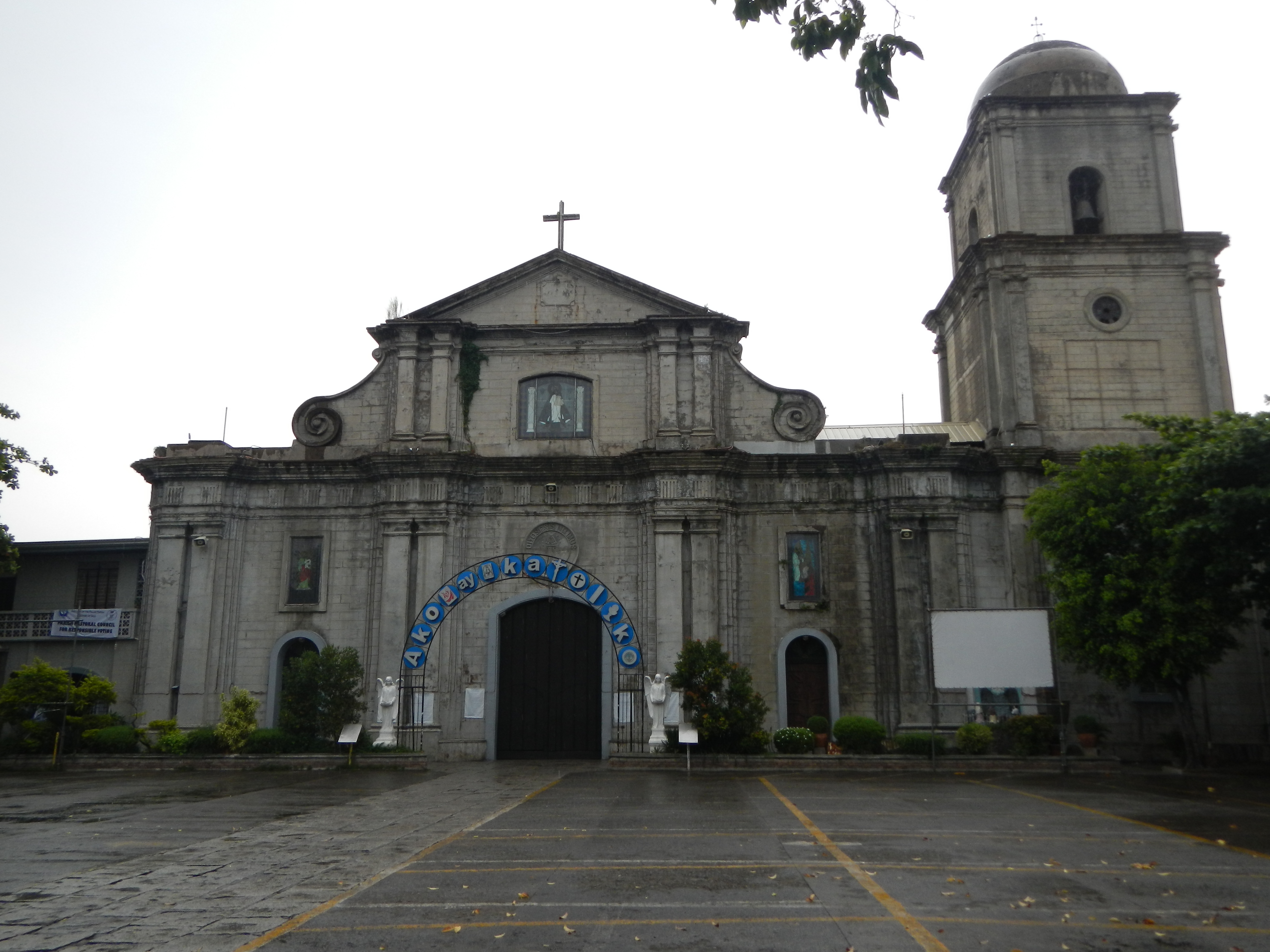

伊姆斯（菲律賓語：Imus），正式名稱為伊姆斯市（菲律賓語：Lungsod ng Imus，英語：City of Imus或Imus City）是一個位於甲米地省內的省轄市，也是甲米地省的「法定」首府，距離馬尼拉大都會約20公里。根據2015年統計，人口數為403,785人。